# Tour de l’Aude Cycliste Féminin
Die Tour de l’Aude Cycliste Féminin  war das älteste Straßenradrennen für Frauen auf dem Kalender der Union Cycliste Internationale (UCI). Es wurde bis zum Jahr 2010 jährlich im Département Aude im Süden Frankreichs ausgefahren.

## Organisation
Ursprünglich führte das von Jean Thomas organisierte Etappenrennen vier Tage lang um eine Stadt, mit den Jahren wurde es jedoch immer länger und zog Spitzenfahrerinnen aus der ganzen Welt an. Im Jahr 2006 lief das Rennen über zehn Tage.
Nach Jean Thomas’ Tod organisierte seine Tochter Anne-Marie Thomas die Tour de l’Aude Cycliste Féminin. Mangels Sponsoren musste sie nach der Ausgabe 2010, die elf Tagesetappen mit rund 875 Kilometer beinhaltete, eingestellt werden.

## Siegerinnen
- 2010  Emma Pooley
- 2009  Claudia Häusler
- 2008  Susanne Ljungskog -2-
- 2007  Susanne Ljungskog
- 2006  Amber Neben -2-
- 2005  Amber Neben
- 2004  Trixi Worrack
- 2003  Judith Arndt -2-
- 2002  Judith Arndt
- 2001  Lyne Bessette
- 2000  Hanka Kupfernagel
- 1999  Lyne Bessette
- 1998  Fabiana Luperini
- 1997  Lina Jackson
- 1996  Alexandra Koljassewa
- 1995  W. Polchanowa
- 1994  Catherine Marsal -2-
- 1993  J. Longo-Ciprelli -2-
- 1992  Julie Young
- 1991  Leontien van Moorsel
- 1990  Catherine Marsal
- 1989  Cecile Odin
- 1988  J. Longo-Ciprelli
- 1987  Maria Canins
- 1986  Phyllis Hines
- 1985  Janelle Parks